# Dieter Wilhelmi
Dieter Wilhelmi (* 10. Februar 1943 in Frankfurt am Main) ist ein Politiker und Gewerkschaftsfunktionär aus Bremerhaven (SPD) und er war Mitglied der Bremischen Bürgerschaft.

## Biografie

### Ausbildung und Beruf
Wilhelmi war als Geschäftsführer und Bezirkssekretär bei der Gewerkschaft IG Druck und Papier in Bremerhaven tätig.

### Politik
Wilhelmi war und ist Mitglied der SPD. Er war für eine Zeit ab 1995 in der Partei Arbeit für Bremen und Bremerhaven (AFB): 
Von 1980 bis 1995 war er 15 Jahre lang für die SPD Mitglied der Bremischen Bürgerschaft und in verschiedene Deputationen und Ausschüssen der Bürgerschaft tätig, darunter ab 1987 als Sprecher der Deputation für Arbeit.
2018 erhielt er für sein langjähriges, vielfältiges ehrenamtliches Engagement insbesondere in Bremerhaven,  das Bundesverdienstkreuz am Bande. 

### Weitere Mitgliedschaften
- Wilhelmi wirkt als Versichertenältester der Deutschen Rentenversicherung Oldenburg-Bremen.
- Er ist Mitglied im Vorstand der Arbeiterwohlfahrt in Bremerhaven.
- Seit 2008 ist er Ältermann der Interessengemeinschaft Koggen-Compagnie in Bremerhaven.
- Er ist Mitglied der Interessengemeinschaft Wir lieben Bremerhaven.